# Delirium (album)
Delirium je třetí studiové album zpěvačky Ellie Goulding. Album vyšlo 6. listopadu 2015. V standardní edici obsahuje celkem 16 skladeb, především ve stylu taneční hudby a synthpopu.

## Singly
„On My Mind“ byl vydán jako hlavní singl alba dne 17. září 2015. Píseň získala kladné recenze a také komerční úspěch. Píseň „Army“ byla vydána 9. ledna 2016 jako druhý singl alba. Třetí a poslední singl z alba „Something in the Way You Move“ vyšel dne 19. ledna 2016.

### Další písně
Píseň „Lost and Found“ byla propuštěna 23. října 2015 jako propagační singl. Píseň „Don't Panic“ měla premiéru na televizním pořadu BBC Radio 2 31. října 2015, zatímco „Keep On Dancin'“ debutovala 2. listopadu 2015 na rádiu BBC Radio 1.
Album obsahuje píseň „Love Me like You Do“, která byla původně vydána jako singl soundtracku filmu Padesáti odstínů šedi a stal se celosvětově komerčně úspěšným singlem.

## Seznam skladeb
| Pořadí | Název                         | Délka |
| ------ | ----------------------------- | ----- |
| 1.     | Intro (Delirium)              | 1:54  |
| 2.     | Aftertaste                    | 3:46  |
| 3.     | Something in the Way You Move | 3:47  |
| 4.     | Keep On Dancin'               | 3:46  |
| 5.     | On My Mind                    | 3:33  |
| 6.     | Around U                      | 3:17  |
| 7.     | Codes                         | 3:16  |
| 8.     | Holding On for Life           | 4:15  |
| 9.     | Love Me like You Do           | 4:12  |
| 10.    | Don't Need Nobody             | 3:33  |
| 11.    | Don't Panic                   | 3:16  |
| 12.    | We Can't Move to This         | 3:28  |
| 13.    | Army                          | 3:57  |
| 14.    | Lost and Found                | 3:36  |
| 15.    | Devotion                      | 3:46  |
| 16.    | Scream it Out                 | 3:09  |

Deluxe edice
| Pořadí | Název                       | Délka |
| ------ | --------------------------- | ----- |
| 17.    | The Greatest                | 3:31  |
| 18.    | I Do What I Love            | 2:51  |
| 19.    | Paradise                    | 3:44  |
| 20.    | Winner                      | 3:20  |
| 21.    | Heal                        | 4:52  |
| 22.    | Outside feat. Calvin Harris | 3:47  |

Severoamerická deluxe edice
| Pořadí | Název                                     | Délka |
| ------ | ----------------------------------------- | ----- |
| 23.    | Powerful feat. Major Lazer & Tarrus Riley | 3:26  |

Target bonusový disk
| Pořadí | Název                                     | Délka |
| ------ | ----------------------------------------- | ----- |
| 1.     | The Greatest                              | 3:31  |
| 2.     | I Do What I Love                          | 2:51  |
| 3.     | Paradise                                  | 3:44  |
| 4.     | Winner                                    | 3:20  |
| 5.     | Heal                                      | 4:52  |
| 6.     | Outside feat. Calvin Harris               | 3:47  |
| 7.     | Powerful feat. Major Lazer & Tarrus Riley | 3:26  |
| 8.     | Let It Die                                | 3:31  |
| 9.     | Two Years Ago                             | 5:01  |